# アリ・ガジベコフ
アリー・アムラーホヴィチ・ガジベーコフ（ロシア語: Али́ Амра́хович Гаджибе́ков、1989年8月6日 - ）は、ロシア・ダゲスタン共和国、マハチカラ出身の元サッカー選手。現役時代のポジションはDF。

## 経歴

### クラブ
1989年、ロシア・ダゲスタン共和国の首都マハチカラにて生まれる。FCアンジ・マハチカラのユース出身。2005年、アンジ・マハチカラのファームクラブでアマチュア・フットボールリーグ所属のFCアンジ・ハザールと契約。2006年にはアンジ・マハチカラと契約し、プロとしてのキャリアを始める。2010年7月4日、第11節のFCゼニト・サンクトペテルブルク戦(2-1)でロシア・プレミアリーグデビューを果たした。その年は19試合に出場し、7月18日第13節のFCトム・トムスク戦(1-4)では後半26分にトップリーグで初となる得点を挙げる。2011年度中のリーグ戦では32試合中30試合に出場するなど、レギュラーとしてプレーした。
2017年1月13日、クリリヤ・ソヴェトフ・サマーラに3年半の契約で移籍した。2018-19シーズンはFKエニセイ・クラスノヤルスクにレンタルで加入した。
アリの兄、アリベルト・ガジベコフ(1988年生)もプロのサッカー選手である。

### 代表
2011年夏、8月10日に行われるロシアU-21代表との試合に招集され、ロシアB代表デビューをした。

## タイトル
- FCアンジ・マハチカラ
  - ロシア・ファーストディビジョン：1 (2009)